# Іст-Сент-Луїс
Іст-Сент-Луїс (англ. East St. Louis, іноді вживається скорочення ESL) — місто (англ. city) в США, в окрузі Сент-Клер штату Іллінойс. Населення — 18 469 осіб (2020), що складає менше третини від населення 1950 року (82 366 осіб, на той час 4-е за населенням місто Іллінойсу). Економіка міста сильно постраждала в другій половині XX століття від реструктуризації залізничної галузі та деіндустріалізації «іржавого поясу», внаслідок чого було втрачено більшість робочих місць.

## Географія
Іст-Сент-Луїс розташований за координатами 38°36′57″ пн. ш. 90°7′46″ зх. д. / 38.61583° пн. ш. 90.12944° зх. д. (38.615936, -90.129398). За даними Бюро перепису населення США в 2010 році місто мало площу 37,22 км², з яких 36,24 км² — суходіл та 0,98 км² — водойми.
Місто розташоване на березі річки Міссісіпі.
Клімат міста характеризується спекотним літом та холодною зимою. 14 липня 1954 року температура в Східному Сент-Луїсі досягла 48 °C (117 °F) — найвища температура за всю історію спостережень у штаті Іллінойс.

## Історія

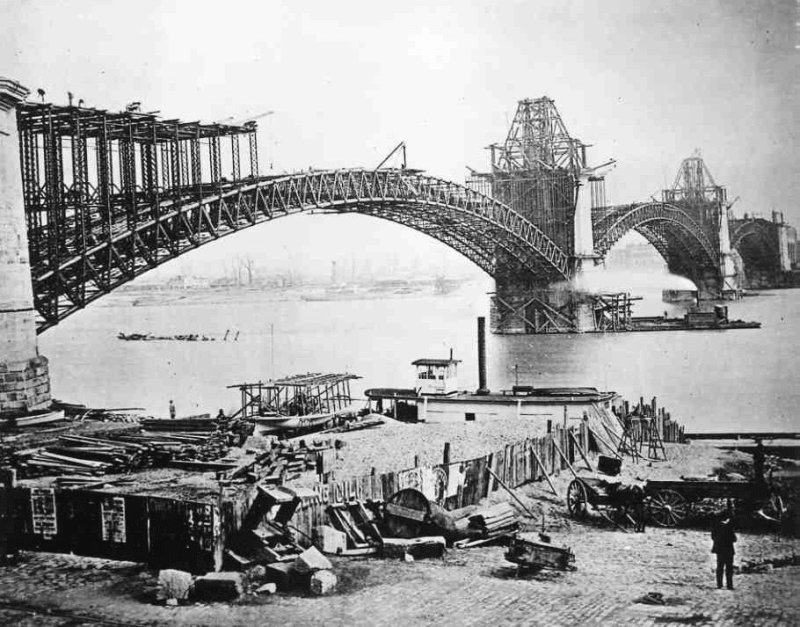
Будівництво моста Ідс-Бридж, що сполучає Сент-Луїс та Східний Сент-Луїс (1874)

У цій місцевості, по обидві сторони річки Міссісіпі, здавна жили племена корінних американців. Пізніше їх поселення перетворилися на міста Сент-Луїс та Східний Сент-Луїс. Свою назву місто отримало після Купівлі Луїзіани 1803 року, після чого тут почали селитися американці європейського походження. Раніше поселення було відоме під ім'ям «Іллінойстаун».
Після громадянської війни промисловість розвивалася бурхливими темпами. Підприємства зосереджуються в Східному Сент-Луїсі через близькість до покладів іллінойського вугілля, що використовувався як паливо. Подальше зростання промисловості супроводжувалося масовим використанням бізнесменами кредитів, а за панікою 1873 року почався економічний колапс. Це було пов'язано з розширенням залізниці та деяких інших виробничих галузей, спекуляціями з землею та високим рівнем інфляції. Залізничні компанії різко знизили заробітну плату робітникам, а також скорочували робочі місця та кількість оплачуваних годин. Ці та низка інших заходів жорсткої економії призвели до масових страйків та безладів.

### Залізничний страйк 1877 року
Багато страйків у першій половині 1877 року в східних містах США супроводжувалися насильством, але мітинг залізничників в Іст-Сент-Луїсі характеризувався швидким і безкровним захопленням підприємств. 22 липня представники майже всіх залізничних компаній регіону зустрілися в Східному Сент-Луїсі. Було обрано виконком команди страйкарів та введений Генеральний наказ № 1, що зупинив усі залізничні перевезення, крім пасажирських та поштових. Джон Боумен, мер Іст-Сент-Луїса, був призначений арбітром комітету. 28 липня американські війська захопили командний центр комуни, та страйк закінчився мирно.

### Міжрасові сутички 1917 року

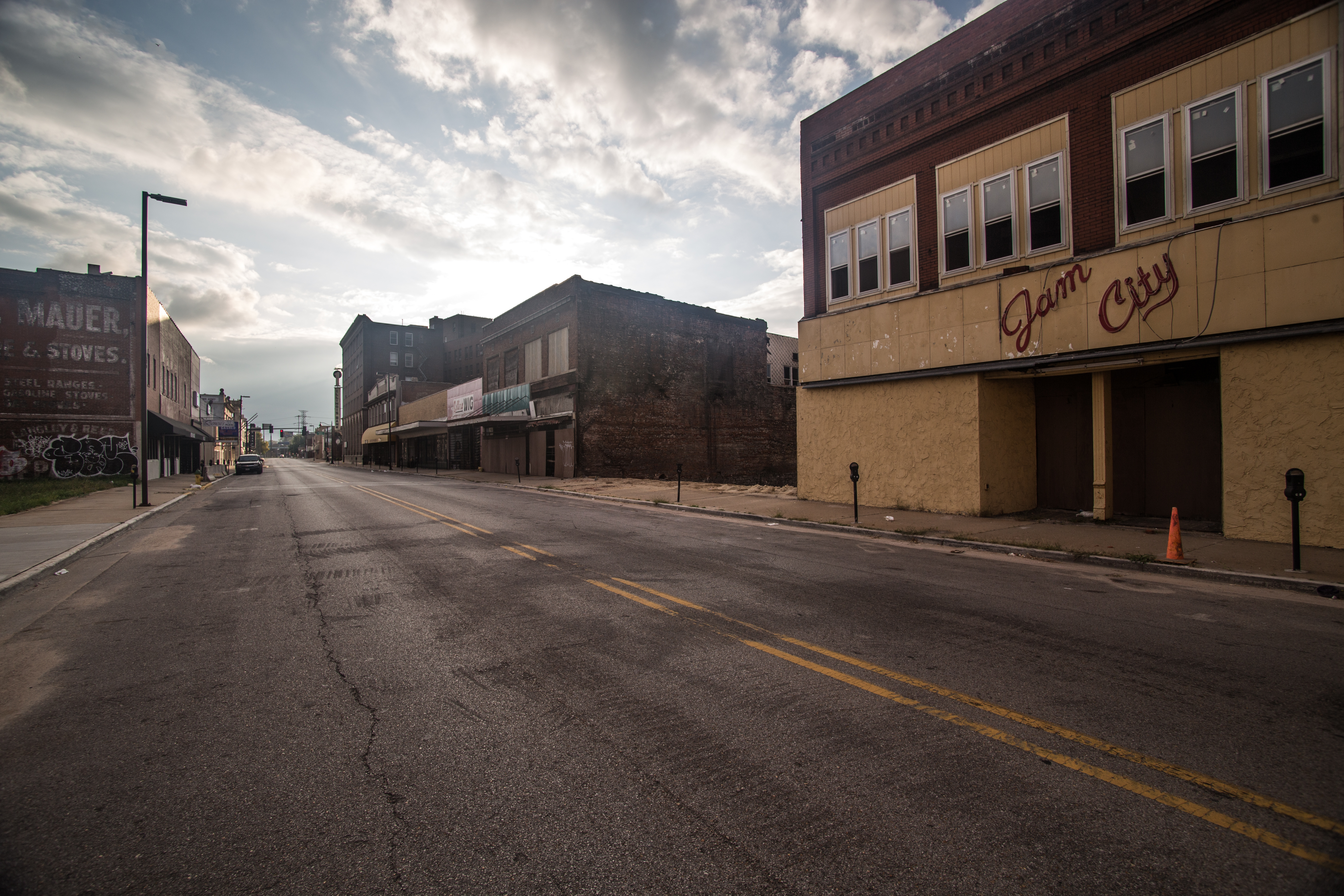
Коллінсвіл-авеню

У 1917 році в Іст-Сент-Луїсі була потужна індустріальна економіка, яку підтримували європейські іммігранти. Перша світова війна завадила імміграції з Європи, а багато робітників стали добровольцями в армії США. У підсумку великі компанії наймали чорношкірих фахівців із півдня. Ця робоча сила була доступнішою через відмову армії приймати добровольців з числа афроамериканців. Це призвело до першого періоду міграції афроамериканців, коли негри з бідних районів півдня з сільською економікою переселялися в промислові міста півночі.
Наплив чорношкірих призвів до зростання соціальної напруженості. 28 травня на засіданні об'єднання білих чоловіків поширилися чутки про зв'язки між чорними чоловіками та білими жінками. Тритисячний натовп покинув засідання та попрямував до центру міста, де білі нападали на чорних чоловіків на вулиці. Розлючений натовп руйнував будівлі, бив людей, за свідченнями очевидців, «убив 14-річного хлопчика та зняв скальп із його матері. Перед цим було зруйновано 244 будинки.» Губернатор звернувся до Національної гвардії з проханням запобігти подальшим заворушенням, але містом поповзли чутки про організовану помсту з боку чорношкірих.
1 липня 1917 року один чорношкірий напав на білого, після чого білі вирушили мститися, стріляючи навсібіч у будинки, де проживали чорношкірі. Коли поліція проводила розслідування, на них було здійснено атаку, був поранений принаймні один співробітник поліції. Наступного ранку тисячі білих оточили чорний квартал міста. Бунтівники спалювали будинки, розстрілювали чорних, а декількох лінчували.
Після сутичок називалася різна кількість жертв. За оцінкою поліції, було вбито близько 100 афроамериканців. Відомий журналіст газети The Chicago Defender Іда Веллз подає цифри в 40-150 убитих чорношкірих. Національна асоціація сприяння прогресу кольорового населення оцінила кількість загиблих у 100–200. Шість тисяч чорношкірих залишилися бездомними. Слідчий комітет Конгресу дійшов висновку, що точну кількість загиблих визначити неможливо, але доповів про мінімум 8 жертв серед білого населення і 39 серед чорного. Згодом слідчий уточнив, що загинуло 9 білих людей.

### 20-21 століття

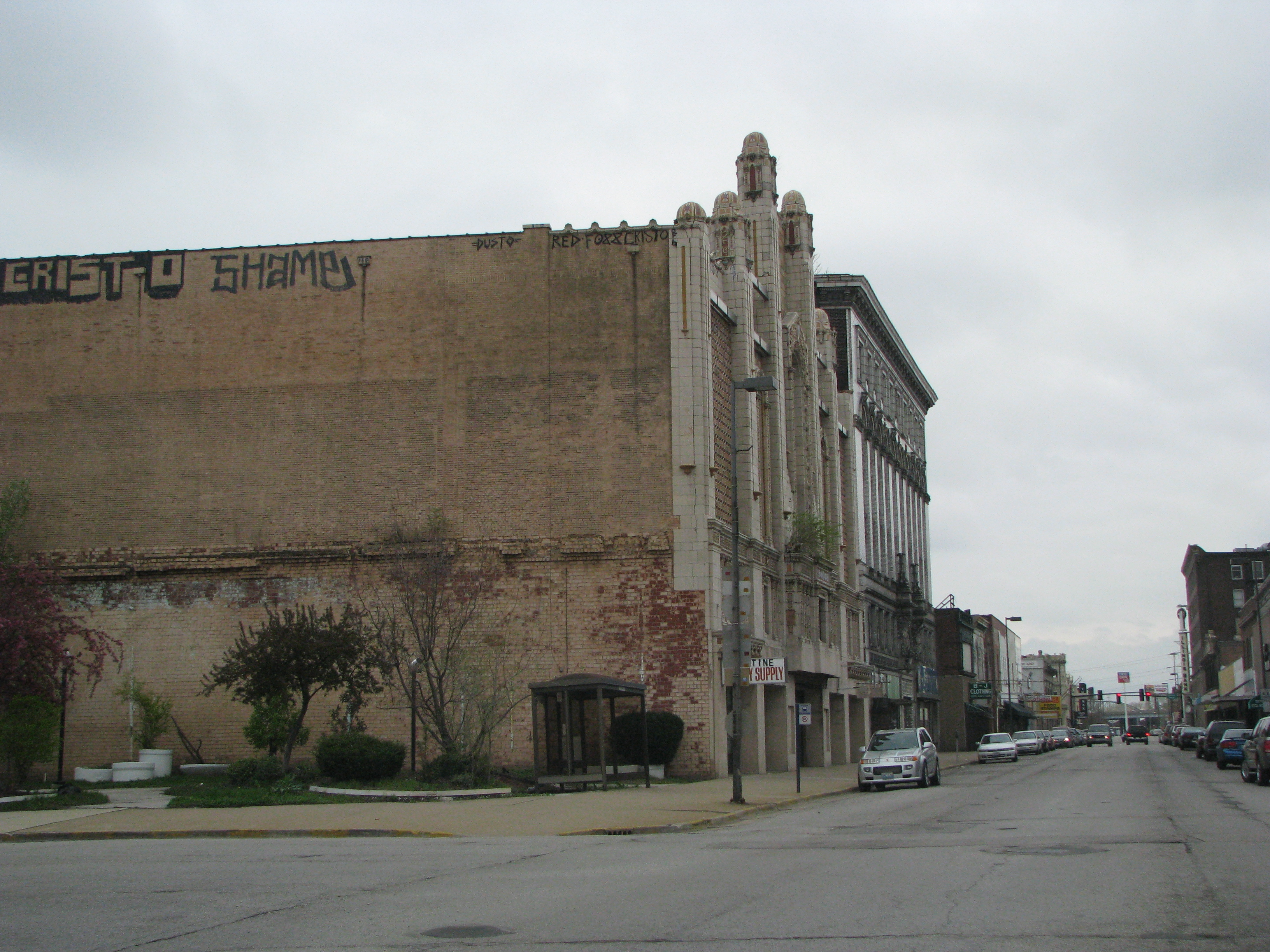
Театр Majestic Theatre

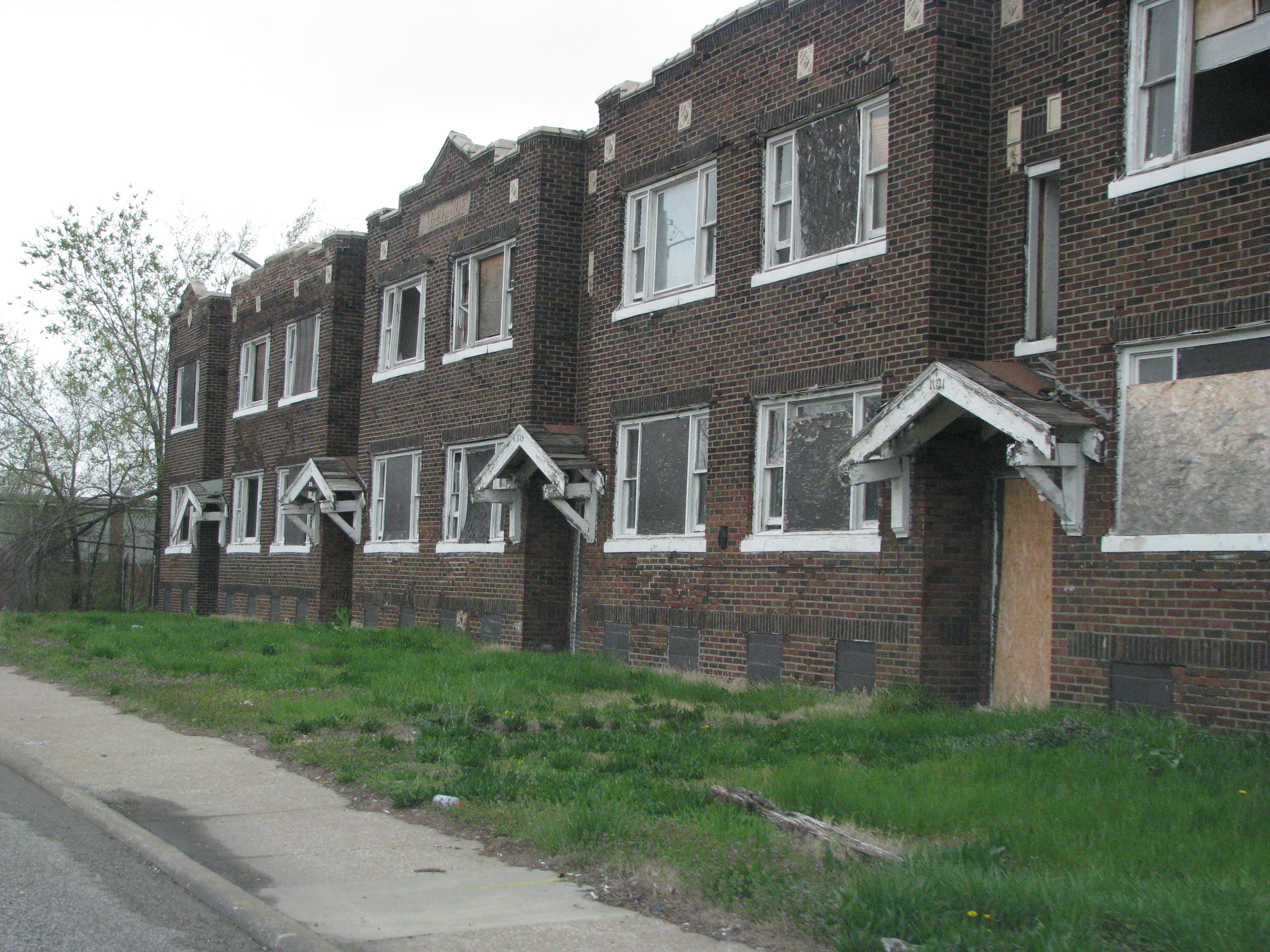
Занедбані будинки, покинуті жителями (2008)

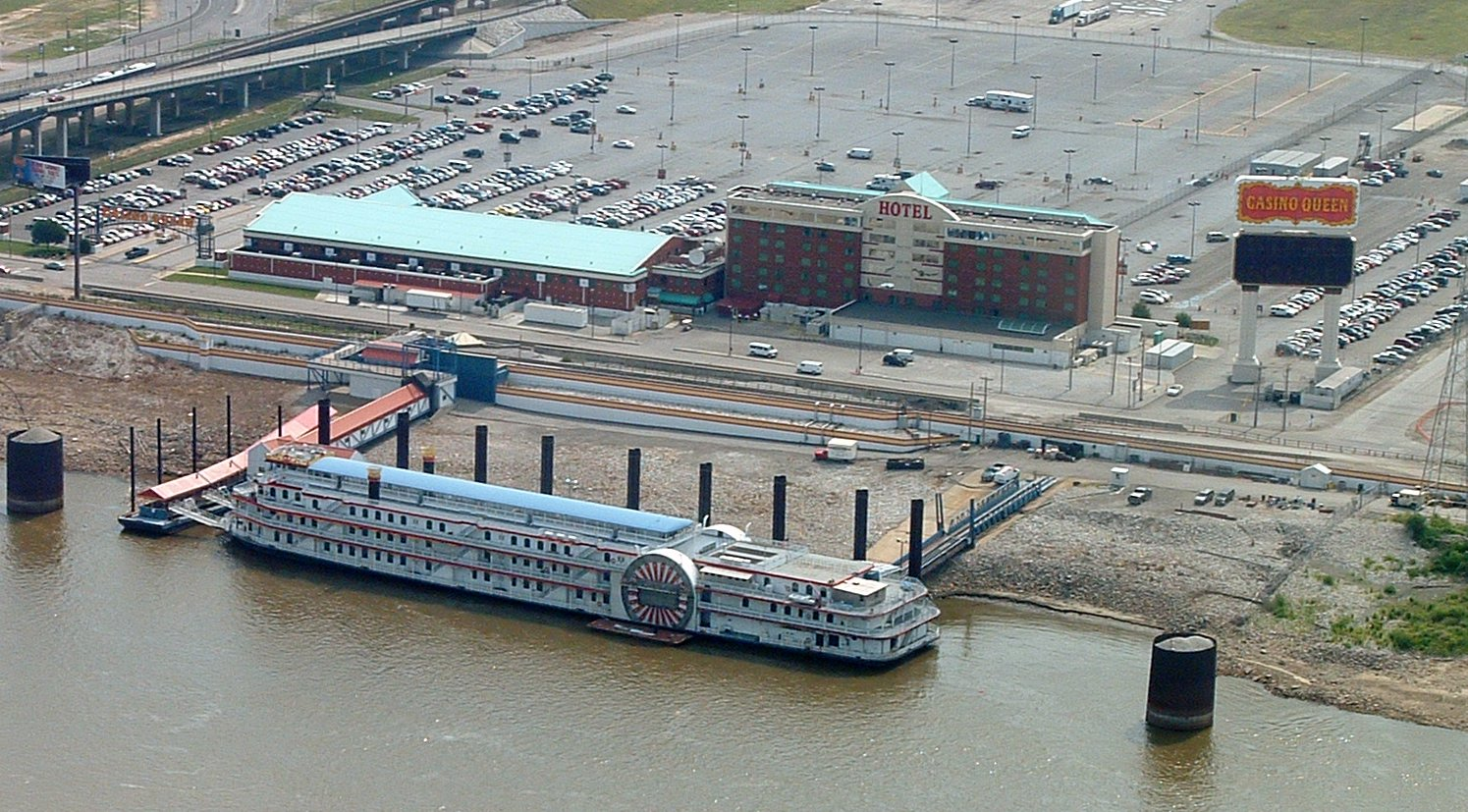
Казино на човні Casino Queen

Розквіт міста припадає на 1950-ті роки. Східному Сент-Луїсу було присвоєно титул «All-America City», який присуджують містам, громада яких працює спільно над вирішенням завдань та досягає високих результатів. Творчою силою Іст-Сент-Луїса стали музиканти, виконавці блюзу, рок-н-ролу та джазу. Деякі з них досягли визнання на національній та світовій сценах. Певний час у місті проживала Тіна Тернер.
У другій половині XX століття місто сильно постраждало від реструктуризації залізничного транспорту. Місцеві промислові підприємства стали закриватися, почалося переміщення робочих місць із регіону. Це призвело до стрімкого скорочення робочого та середнього класу міста. Обраний у 1951 році мер Елвін Філдс намагався здійснити  деякі заходи фінансування, які призвели до підвищення зобов'язань за облігаційними позиками та зростання податку на майно.
Через високий рівень бідності та відсутність можливостей заробітку стрімко зріс рівень злочинності. На вулицях міста з'явилися банди. У 1960-х роках тут часто відбувалися заворушення. Будівництво автострад поблизу міста сприяло економічному спаду, адже багатші люди переїжджали до спокійніших районів у передмістя або до інших міст. Незабаром були прийняті програми розвитку Іст-Сент-Луїса, спрямовані на збільшення зайнятості жителів. Але вони не змогли компенсувати всі наслідки реструктуризації промисловості.
У 1971 році Джеймс Вільямс став першим афроамериканцем, обраним на пост мера міста, однак він не зміг змінити ситуацію. 1979 року мером став 25-річний Карл Оффіцер — наймолодший глава міста в країні на той час. Занепад Іст-Сент-Луїса поглиблювався: середній клас покидав місто в пошуках роботи, що призвело до ще більшого скорочення витрат на технічне обслуговування і каналізацію. Повністю припинився вивіз сміття, були відключені радіостанції, поліція міста перестала використовувати машини. Пожежний відділок оголосив страйк.
У 1980-х роках держава створила консультативну раду з питань розвитку міста. 1990 року було відкрито величезне казино Casino Queen, що стало фактично першим новим джерелом доходів за минулі 30 років.
Протягом останнього десятиліття у місті було завершено кілька проєктів реконструкції: 2001 року відкрилася нова бібліотека, побудована нова ратуша. Приватне та державне партнерство дали змогу побудувати декілька нових торгових центрів та житлових комплексів.

### Археологічні розкопки
На початку 1990-х років археологічні розкопки, які проводилися перед будівництвом магістралі Interstate 55/70, виявили докази існування доісторичних структур у районі міста. На обох берегах річки було знайдено численні насипи, що існували до приходу перших європейців, але більшість із них була знищена інфраструктурою міста.
Іллінойські дослідники виявили залишки декількох валів, з яких 50 існували до громадянської війни, і ще сім залишилися до наших часів. Найбільший із них, імовірно, був заввишки 12 метрів та міг покрити футбольне поле. Навколо залишків цього валу було знайдено менші вали для поховань, велику міську площу, захисний дерев'яний палісад та інші рештки міссісіпської культури. Це вказувало на те, що місце було ритуальним центром. Доісторичне місце розкопок площею 2 км² зараз має назву «Центр пагорбів Іст-Сент-Луїса» (англ. East St. Louis Mound Center). Держава та Університет Іллінойсу намагаються розробити спільні проєкти з містом, щоб зробити пагорби та вали центром історичного туризму.

## Демографія
Згідно з переписом 2010 року, у місті мешкало 27 006 осіб у 10 119 домогосподарствах у складі 6368 родин. Густота населення становила 726 осіб/км². Було 12055 помешкань (324/км²).
Расовий склад населення:
| - 98,0 % — чорних або афроамериканців - 0,9 % — білих - 0,1 % — корінних американців - 0,1 % — азіатів |

До двох чи більше рас належало 0,8 %. Частка іспаномовних становила 0,5 % від усіх жителів.
За віковим діапазоном населення розподілялося таким чином: 29,3 % — особи молодші 18 років, 57,4 % — особи у віці 18—64 років, 13,3 % — особи у віці 65 років та старші. Медіана віку мешканця становила 33,6 року. На 100 осіб жіночої статі у місті припадало 83,3 чоловіків; на 100 жінок у віці від 18 років та старших — 77,0 чоловіків також старших 18 років.
Середній дохід на одне домашнє господарство становив 28 120 доларів США (медіана — 19 520), а середній дохід на одну сім'ю — 31 880 доларів (медіана — 22 213). Медіана доходів становила 30 908 доларів для чоловіків та 24 827 доларів для жінок. За межею бідності перебувало 45,8 % осіб, у тому числі 67,6 % дітей у віці до 18 років та 20,3 % осіб у віці 65 років та старших.
Цивільне працевлаштоване населення становило 7872 особи. Основні галузі зайнятості: освіта, охорона здоров'я та соціальна допомога — 32,6 %, мистецтво, розваги та відпочинок — 14,0 %, виробництво — 9,8 %, роздрібна торгівля — 8,8 %.

## Пам'ятки

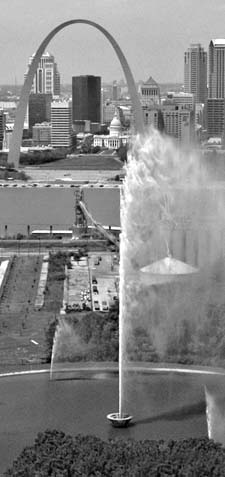
Фонтан Gateway Geyser на тлі арки Gateway Arch

Однією з визначних пам'яток міста є Gateway Geyser, найвищий фонтан у США та найвищий у світі до спорудження фонтану Фахда. Розроблений для доповнення монументальної арки Gateway Arch в Сент-Луїсі, викидає воду на висоту 190 м, що дорівнює висоті арки.

## Злочинність
Іст-Сент-Луїс має один із найвищих рівнів злочинності в США. За даними ФБР на 2010 рік, рівень убивств становив 74,5 на 100 тисяч населення, перевищивши показники таких міст, як Гері, штат Індіана (48,3 на 100 тис.), Новий Орлеан, штат Луїзіана (37,6 на 100 тис.), Балтимор, штат Меріленд (43,3 на 100 тис.) та Детройт, штат Мічиган (47,3 на 100 тис.), а також рівень його сусіда Сент-Луїса (37,2 на 100 тис.). Згідно з даними ФБР, рівень зґвалтувань перевищує 260 на 100 тисяч населення.
.
Таблиця станом на 2012 рік, відображено кількість злочинів на 100 тисяч жителів:
| злочин             | Східний Сент-Луїс | Середній рівень по країні |
| ------------------ | ----------------- | ------------------------- |
| Вбивство           | 62,9              | 5                         |
| Зґвалтування       | 221,9             | 27                        |
| Пограбування       | 732,2             | 113                       |
| Напад              | 3975,6            | 242                       |
| Крадіжка зі зломом | 3213,8            | 670                       |
| Крадіжка           | 3870,8            | 1959                      |
| Угон автомобілів   | 1439              | 230                       |
| Підпал             | 136.8             | -                         |